# Паулине Мустерс
Паулине Мустерс (Осендречт, 26. фебруар 1876 — Њујорк, 1. март 1895) је жена из Холандије која је проглашена за најнижу жену икад. Била је висока 58 центиметара. Рођена је у Холандији, 26. фебруара 1876. године. Умрла је у Њујорку са 19 година од упале плућа и менингитиса. У тренутку смрти била је висока 61 центиметар.